# Chiesa di San Rocco (Offanengo)
La chiesa di San Rocco è una chiesa situata a Offanengo, in provincia di Cremona.

## Caratteristiche
La chiesa di San Rocco, risalente al XVI secolo, è la chiesa più antica di Offanengo. Il suo esterno non offre particolari decori artistici, sculture o affreschi. Il suo interno, al contrario, è molto interessante nel campo di pittura: affreschi religiosi di tutti i tipi dominano le pareti della chiesa, rendendola molto interessante artisticamente.